# Ceridwen
Ceridwen è un personaggio della mitologia gallese. Era un'incantatrice, madre del brutto Morfran e della bella Creirwy. Assieme al marito Tegid Foel viveva presso il Lago di Bala (Llyn Tegid) nel Galles settentrionale. 
La poesia gallese medievale le attribuisce l'Awen (calderone dell'ispirazione poetica). Nella Storia di Taliesin Ceridwen divora il suo servitore Gwion Bach che rinasce attraverso di lei come il poeta Taliesin.

## Etimologia
Molte sono le possibili interpretazioni del nome Ceridwen. La più antica, nel Libro Nero di Carmarthen, riporta Cyrridven che secondo Sir Ifor Williams significa "donna curva" (cyrrid < cwrr, "curvo" e ben, "donna"), anche se il significato preciso di cyrrid è incerto. Un altro possibile significato, basato sulla forma più comune Ceridwen è "bella, amata" o "benedetta, sacra" (gwen, abbreviato in -wen, è presente in molti nomi di sante come Dwynwen).

## Leggenda
Secondo la tardo medievale Storia di Taliesin, Morfran (detto anche Afagddu) era terribilmente brutto. Così Ceridwen cercò di renderlo saggio. Possedeva un calderone magico in grado di creare una pozione che poteva donare saggezza e ispirazione poetica. La mistura doveva essere bollita per un anno e un giorno. Morda, un uomo cieco, badava al fuoco sotto il calderone, mentre Gwion Bach, un ragazzo, mescolava l'intruglio. Le prime tre gocce della pozione donavano la saggezza, il resto era un veleno mortale. Tre gocce bollenti schizzarono sul pollice di Gwion, scottandolo. Istintivamente Gwion portò il pollice in bocca e acquisì istantaneamente una grande saggezza.
Gwion fuggì e Ceridwen lo inseguì. Gwion si trasformò in una lepre, Ceridwen in un levriero. Gwion diventò un pesce e si tuffò in un fiume. Ceridwen diventò una lontra. Gwion diventò un uccello e Ceridwen un falco. Alla fine Gwion si trasformò in un chicco di grano. Ceridwen allora diventò una gallina e lo mangiò. Ceridwen restò incinta. Sapeva che era Gwion e decise di uccidere il bambino non appena nato. Ma il bambino che nacque era così bello che Ceridwen non riuscì ad ucciderlo. Allora lo chiuse dentro un sacco in pelle e lo gettò nell'oceano. Il sacco vagò sulle onde fino a spiaggiarsi sulla costa gallese (secondo molte versioni presso Aberdyfi) e fu soccorso dal principe Elffin ap Gwyddno. Il bambino crebbe e divenne il leggendario bardo Taliesin.

## Interpretazioni successive
Ronald Hutton suggerisce che Ceridwen fu creata solo per la Storia di Taliesin, il cui testo più antico giuntoci risale al XVI sec. Tuttavia riferimenti a Ceridwen, al suo calderone, a Taliesin come bardo di Elfinn, si trovano nelle opere dei Poeti dei Principi, per esempio Cynddelw Brydydd Mawr, databili al XII sec. Riferimenti al calderone di Ceridwen si trovano anche in alcune poesie attribuite a Taliesin nel Libro di Taliesin.
Il poeta d'epoca vittoriana Thomas Love Peacock scrisse una poesia intotolata Il Calderone di Ceridwen. Scrittori successivi la identificano con un'originaria dea pagana, speculando sul suo ruolo in un ipotetico pantheon celtico. Nel 1878 John Rhys si riferì alla teoria del mito solare di Max Müller secondo cui Gwenhwyfar e Ceridwen erano dee dell'alba. Nel 1882 Charles Isaac Elton la definì una fata bianca. Più tardi Robert Graves la adattò al suo concetto di Dea Triforme, in cui era interpretata come l'aspetto distruttivo della dea. La Wicca si appropriò della teoria di Graves: Ceridwen ricopre il ruolo di una dea, mentre il suo calderore simboleggia il principio femminile.